# Bab el Khadra

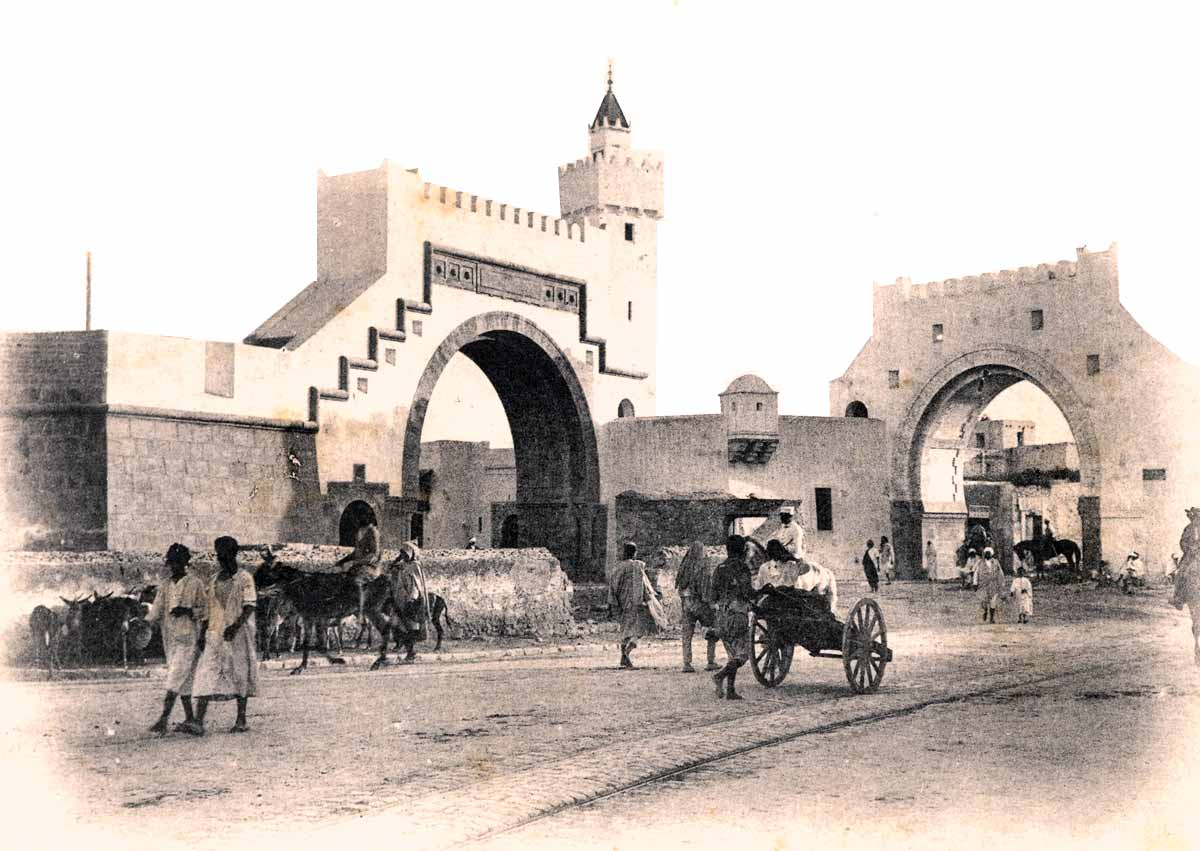
De Bab el Khadra in 1890.

De Bab el Khadra is een stadspoort aan de rand van de Tunesische hoofdstad Tunis. Het bouwwerk heeft een typische Europese stijl die is ontstaan na verwoesting en herbouwing in 1881. Sindsdien heeft de poort de structuur van een Europees kasteel. Voornaamste reden van de verwoesting was de opkomst van de handel, zodat deze in grotere mate kon plaatsvinden.
Een andere bekende stadspoort in Tunis is de Bab Saadoun.